# Otto Demus
Otto Demus (* 4. November 1902 in Harland bei St. Pölten, Österreich-Ungarn; † 17. November 1990 in Wien) war ein österreichischer Kunsthistoriker.

## Leben
Otto Demus' Vater Karl Demus (* 1866) war Arzt und starb als Soldat im Ersten Weltkrieg. Sein Onkel war der k.k. General und Feldherr Ferdinand Demus-Moran (1868–1946). Ottos Großvater, k. u. k. Militär Rechnungsrath Franz Demus († 1898 St. Pölten) stammt aus Saaz in Böhmen. Er besuchte die Volksschule und das Gymnasium in St. Pölten und studierte von 1920 bis 1928 Kunstgeschichte an der Universität Wien bei Josef Strzygowski. Er war ab 1927 Assistent an dessen Institut und wandte sich dann der Denkmalpflege zu. 1929 bis 1936 war er Landeskonservator in Kärnten und von 1936 bis 1939 Staatskonservator an der Zentralstelle für Denkmalschutz in Wien. 1939 emigrierte er nach England, wo er als Bibliothekar am Warburg Institute arbeitete und Vorlesungen am Courtauld Institute of Art der Universität London hielt. 1946 wurde er als Leiter des Bundesdenkmalamtes nach Wien berufen. Zwischen 1949 und 1958 lehrte er mehrfach als Gastprofessor an der Harvard University in den USA. 1963 wurde Demus zum Ordinarius für Kunstgeschichte an der Universität Wien ernannt, wo er neben Otto Pächt die Tradition der Wiener Schule der Kunstgeschichte fortsetzte. 1973 wurde er emeritiert. 1969 erhielt er den Wilhelm-Hartel-Preis und 1975 das Österreichische Ehrenzeichen für Wissenschaft und Kunst. 1973 wurde er korrespondierendes Mitglied der British Academy.
Sein Spezialgebiet war die mittelalterliche und byzantinische Kunstgeschichte. Er befasste sich jedoch während seiner Tätigkeit in Kärnten auch mit moderner österreichischer Malerei und war unter anderen mit dem Maler Gerhart Frankl befreundet. Er wurde am Dornbacher Friedhof in einem ehrenhalber gewidmeten Grab bestattet.
Otto Demus hatte mit seiner Frau Erika zwei Söhne: den Pianisten Jörg Demus und den Lyriker und Kunsthistoriker Klaus Demus.

## Schriften (Auswahl)
- Kunst in Kärnten, 1934.
- Die Mosaiken von San Marco in Venedig, 1939.
- Byzantine Mosaic Decoration, 1948; Nachdruck 1976.
- The Mosaics of Norman Sicily, 1949.
- The church of San Marco in Venice. History, architecture, sculpture. Washington, DC 1960.
- Die romanische Wandmalerei, 1968.
- Byzantine Art and the West, 1970.
- Das Antiphonar von St. Peter, 1973.
- The Mosaics of San Marco in Venice. 4 Bände, University of Chicago Press, Chicago 1984, ISBN 0-226-14289-2.
- Die spätgotischen Altäre Kärntens, 1991.